# ایکینجی شاهسون
ایکینجی شاهسون (به لاتین: İkinci Şahsevən) یک منطقه مسکونی در جمهوری آذربایجان است که در شهرستان بیلقان واقع شده‌است. ایکینجی شاهسون ۲۷۴۲ نفر جمعیت دارد.